# Station Stara Piła
Station Stara Piła is een spoorwegstation in de Poolse plaats Stara Piła.